# SN 1954ab
SN 1954ab – supernowa odkryta 2 kwietnia 1954 roku w galaktyce A115818-0556. W momencie odkrycia miała maksymalną jasność 17,50m.